# Gran Premio de Gran Bretaña de Motociclismo de 2007
El Gran Premio de Gran Bretaña de Motociclismo de 2007 fue la octava prueba del Campeonato del Mundo de Motociclismo de 2007. Tuvo lugar en el fin de semana del 22 al 24 de junio de 2007 en el Donington Park, situado en la localidad de North West Leicestershire, Inglaterra, Reino Unido. La carrera de MotoGP fue ganada por Casey Stoner, seguido de Colin Edwards y Chris Vermeulen. Andrea Dovizioso ganó la prueba de 250cc, por delante de Alex de Angelis y Hiroshi Aoyama. La carrera de 125cc fue ganada por Mattia Pasini, Tomoyoshi Koyama fue segundo y Héctor Faubel tercero.

## Resultados

### Resultados MotoGP
| Pos.            | N.º | Piloto           | Constructor | Vueltas | Tiempo     | Parrilla | Pts. |
| --------------- | --- | ---------------- | ----------- | ------- | ---------- | -------- | ---- |
| 1               | 27  | Casey Stoner     | Ducati      | 30      | 51:40.739  | 5        | 25   |
| 2               | 5   | Colin Edwards    | Yamaha      | 30      | +11.768    | 1        | 20   |
| 3               | 71  | Chris Vermeulen  | Suzuki      | 30      | +15.678    | 12       | 16   |
| 4               | 46  | Valentino Rossi  | Yamaha      | 30      | +21.827    | 2        | 13   |
| 5               | 21  | John Hopkins     | Suzuki      | 30      | +35.518    | 6        | 11   |
| 6               | 14  | Randy de Puniet  | Kawasaki    | 30      | +36.474    | 8        | 10   |
| 7               | 4   | Alex Barros      | Ducati      | 30      | +38.094    | 15       | 9    |
| 8               | 26  | Dani Pedrosa     | Honda       | 30      | +38.992    | 3        | 8    |
| 9               | 66  | Alex Hofmann     | Ducati      | 30      | +39.239    | 14       | 7    |
| 10              | 33  | Marco Melandri   | Honda       | 30      | +1:01.526  | 9        | 6    |
| 11              | 13  | Anthony West     | Kawasaki    | 30      | +1:06.486  | 17       | 5    |
| 12              | 24  | Toni Elías       | Honda       | 30      | +1:34.074  | 10       | 4    |
| 13              | 80  | Kurtis Roberts   | KR212V      | 29      | +1 vuelta  | 19       | 3    |
| 14              | 56  | Shinya Nakano    | Honda       | 29      | +1 vuelta  | 11       | 2    |
| 15              | 6   | Makoto Tamada    | Yamaha      | 28      | +2 vueltas | 18       | 1    |
| 16              | 50  | Sylvain Guintoli | Yamaha      | 28      | +2 vueltas | 16       |      |
| 17              | 1   | Nicky Hayden     | Honda       | 26      | +4 vueltas | 4        |      |
| Ret             | 65  | Loris Capirossi  | Ducati      | 24      | Caída      | 13       |      |
| Ret             | 7   | Carlos Checa     | Honda       | 4       | Caída      | 7        |      |
| Reporte Oficial |     |                  |             |         |            |          |      |

## Resultados 250cc
| Pos.            | N.º | Piloto              | Constructor | Vueltas | Tiempo          | Parrilla | Pts. |
| --------------- | --- | ------------------- | ----------- | ------- | --------------- | -------- | ---- |
| 1               | 34  | Andrea Dovizioso    | Honda       | 27      | 48:40.173       | 6        | 25   |
| 2               | 3   | Alex de Angelis     | Aprilia     | 27      | +22.102         | 1        | 20   |
| 3               | 4   | Hiroshi Aoyama      | KTM         | 27      | +1:03.137       | 10       | 16   |
| 4               | 55  | Yuki Takahashi      | Honda       | 27      | +1:03.370       | 11       | 13   |
| 5               | 73  | Shuhei Aoyama       | Honda       | 27      | +1:25.269       | 12       | 11   |
| 6               | 36  | Mika Kallio         | KTM         | 27      | +2:07.333       | 5        | 10   |
| 7               | 60  | Julián Simón        | Honda       | 26      | +1 vuelta       | 3        | 9    |
| 8               | 8   | Ratthapark Wilairot | Honda       | 26      | +1 vuelta       | 17       | 8    |
| 9               | 45  | Dan Linfoot         | Aprilia     | 26      | +1 vuelta       | 21       | 7    |
| 10              | 17  | Karel Abraham       | Aprilia     | 26      | +1 vuelta       | 24       | 6    |
| 11              | 32  | Fabrizio Lai        | Aprilia     | 26      | +1 vuelta       | 14       | 5    |
| 12              | 28  | Dirk Heidolf        | Aprilia     | 26      | +1 vuelta       | 19       | 4    |
| 13              | 44  | Taro Sekiguchi      | Aprilia     | 26      | +1 vuelta       | 22       | 3    |
| 14              | 25  | Alex Baldolini      | Aprilia     | 26      | +1 vuelta       | 18       | 2    |
| 15              | 10  | Imre Tóth           | Aprilia     | 26      | +1 vuelta       | 23       | 1    |
| 16              | 7   | Efrén Vázquez       | Aprilia     | 25      | +2 vueltas      | 25       |      |
| 17              | 81  | Toby Markham        | Yamaha      | 25      | +2 vueltas      | 26       |      |
| Ret             | 41  | Aleix Espargaró     | Aprilia     | 23      | Ret             | 16       |      |
| Ret             | 15  | Roberto Locatelli   | Gilera      | 14      | Caída           | 13       |      |
| Ret             | 16  | Jules Cluzel        | Aprilia     | 14      | Ret             | 20       |      |
| Ret             | 1   | Jorge Lorenzo       | Aprilia     | 10      | Caída           | 2        |      |
| Ret             | 12  | Thomas Lüthi        | Aprilia     | 10      | Caída           | 9        |      |
| Ret             | 58  | Marco Simoncelli    | Gilera      | 9       | Caída           | 7        |      |
| Ret             | 19  | Álvaro Bautista     | Aprilia     | 8       | Caída           | 4        |      |
| Ret             | 50  | Eugene Laverty      | Honda       | 6       | Caída           | 15       |      |
| Ret             | 80  | Héctor Barberá      | Aprilia     | 5       | Ret             | 8        |      |
| DNQ             | 82  | Andrew Sawford      | Yamaha      |         | No se clasificó |          |      |
| DNQ             | 83  | Alex Kenchington    | Yamaha      |         | No se clasificó |          |      |
| DNQ             | 84  | Luke Lawrence       | Honda       |         | No se clasificó |          |      |
| Reporte Oficial |     |                     |             |         |                 |          |      |

## Resultados 125cc
| Pos.            | N.º | Piloto             | Constructor | Vueltas | Tiempo    | Parrilla | Pts. |
| --------------- | --- | ------------------ | ----------- | ------- | --------- | -------- | ---- |
| 1               | 75  | Mattia Pasini      | Aprilia     | 25      | 41:49.049 | 1        | 25   |
| 2               | 71  | Tomoyoshi Koyama   | KTM         | 25      | +3.253    | 3        | 20   |
| 3               | 55  | Héctor Faubel      | Aprilia     | 25      | + 5.094   | 6        | 16   |
| 4               | 33  | Sergio Gadea       | Aprilia     | 25      | +6.781    | 5        | 13   |
| 5               | 6   | Joan Olivé         | Aprilia     | 25      | +7.212    | 10       | 11   |
| 6               | 63  | Mike Di Meglio     | Honda       | 25      | +7.335    | 15       | 10   |
| 7               | 38  | Bradley Smith      | Honda       | 25      | +13.505   | 9        | 9    |
| 8               | 35  | Raffaele De Rosa   | Aprilia     | 25      | +13.885   | 12       | 8    |
| 9               | 22  | Pablo Nieto        | Aprilia     | 25      | +14.367   | 7        | 7    |
| 10              | 24  | Simone Corsi       | Aprilia     | 25      | +26.672   | 2        | 6    |
| 11              | 8   | Lorenzo Zanetti    | Aprilia     | 25      | +27.060   | 17       | 5    |
| 12              | 11  | Sandro Cortese     | Aprilia     | 25      | +27.403   | 16       | 4    |
| 13              | 34  | Randy Krummenacher | KTM         | 25      | +38.212   | 11       | 3    |
| 14              | 31  | Enrique Jerez      | Honda       | 25      | +41.905   | 24       | 2    |
| 15              | 29  | Andrea Iannone     | Aprilia     | 25      | +48.782   | 14       | 1    |
| 16              | 95  | Robert Mureșan     | Derbi       | 25      | +1:05.000 | 26       |      |
| 17              | 53  | Simone Grotzkyj    | Aprilia     | 25      | +1:05.720 | 31       |      |
| 18              | 52  | Lukáš Pešek        | Derbi       | 25      | +1:05.847 | 21       |      |
| 19              | 7   | Alexis Masbou      | Honda       | 25      | +1:18.100 | 8        |      |
| 20              | 60  | Michael Ranseder   | Derbi       | 25      | +1:18.438 | 18       |      |
| 21              | 37  | Joey Litjens       | Honda       | 25      | +1:23.222 | 29       |      |
| 22              | 82  | Luke Jones         | Honda       | 25      | +1:24.001 | 33       |      |
| 23              | 51  | Stevie Bonsey      | KTM         | 25      | +1:24.309 | 30       |      |
| 24              | 18  | Nicolás Terol      | Derbi       | 25      | +1:27.391 | 22       |      |
| 25              | 99  | Danny Webb         | Honda       | 25      | +1:33.592 | 37       |      |
| 26              | 56  | Hugo van den Berg  | Aprilia     | 25      | +1:38.942 | 27       |      |
| 27              | 83  | Nikki Coates       | Honda       | 25      | +1:40.403 | 34       |      |
| 28              | 84  | Robbie Stewart     | Honda       | 25      | +1:40.553 | 32       |      |
| 29              | 20  | Roberto Tamburini  | Aprilia     | 24      | +1 vuelta | 19       |      |
| 30              | 81  | Tom Hayward        | Honda       | 24      | +1 vuelta | 36       |      |
| Ret             | 15  | Federico Sandi     | Aprilia     | 20      | Ret       | 23       |      |
| Ret             | 14  | Gábor Talmácsi     | Aprilia     | 19      | Ret       | 4        |      |
| Ret             | 54  | Kev Coghlan        | Honda       | 15      | Ret       | 35       |      |
| Ret             | 12  | Esteve Rabat       | Honda       | 13      | Caída     | 28       |      |
| Ret             | 27  | Stefano Bianco     | Aprilia     | 10      | Ret       | 20       |      |
| Ret             | 44  | Pol Espargaró      | Aprilia     | 10      | Ret       | 13       |      |
| Ret             | 77  | Dominique Aegerter | Aprilia     | 4       | Caída     | 25       |      |
| Reporte Oficial |     |                    |             |         |           |          |      |